# 米爾敦 (印第安納州)
米爾敦（英語：Milltown）是一個位於美國印地安納州克勞福德縣和哈里森縣的城鎮。

## 地理
米爾敦的座標為38°20′33″N 86°16′25″W / 38.34250°N 86.27361°W，而該地的平均海拔高度為189米（即620英尺）。

## 人口
根據2010年美國人口普查的數據，米爾敦的面積為3.66平方千米，當中陸地面積為3.66平方千米，而水域面積為0.00平方千米。當地共有人口818人，而人口密度為每平方千米223人。